# 崔錫和
崔 錫和（チェ・ソクァ、朝鮮語: 최석화、1912年5月9日 - 1982年12月9日）は、大韓民国の実業家、政治家。制憲韓国国会議員。本貫は隋城崔氏。

## 経歴
日本統治時代の京畿道平沢郡（現・平沢市）浦升出身。中央高普、普成専門学校（現・高麗大学校）卒。卒業した1937年より忠清南道洪城で8年間鉱業に携わった。光復後は国民運動と教育・育英事業に従事し、1947年より浦升面長、国会議員、国会産業委員会委員、国民党中央委員・院内幹事・政治委員会総務、安仲中学校財団法人理事、韓国貨物自動車株式会社常務理事を務めた。国会議員への当選は1948年の初代総選挙の1回だけで、1950年の第2代総選挙と1954年の第3代総選挙でも民主国民党から出馬し、1960年の第5代総選挙にも出馬したが、いずれも落選した。1972年の10月維新の時、制憲同志会の一員として維新憲法を支持した。
1982年12月9日、ソウル市道峰区の自宅で老衰のため死去。享年71。